# Gilles Renne

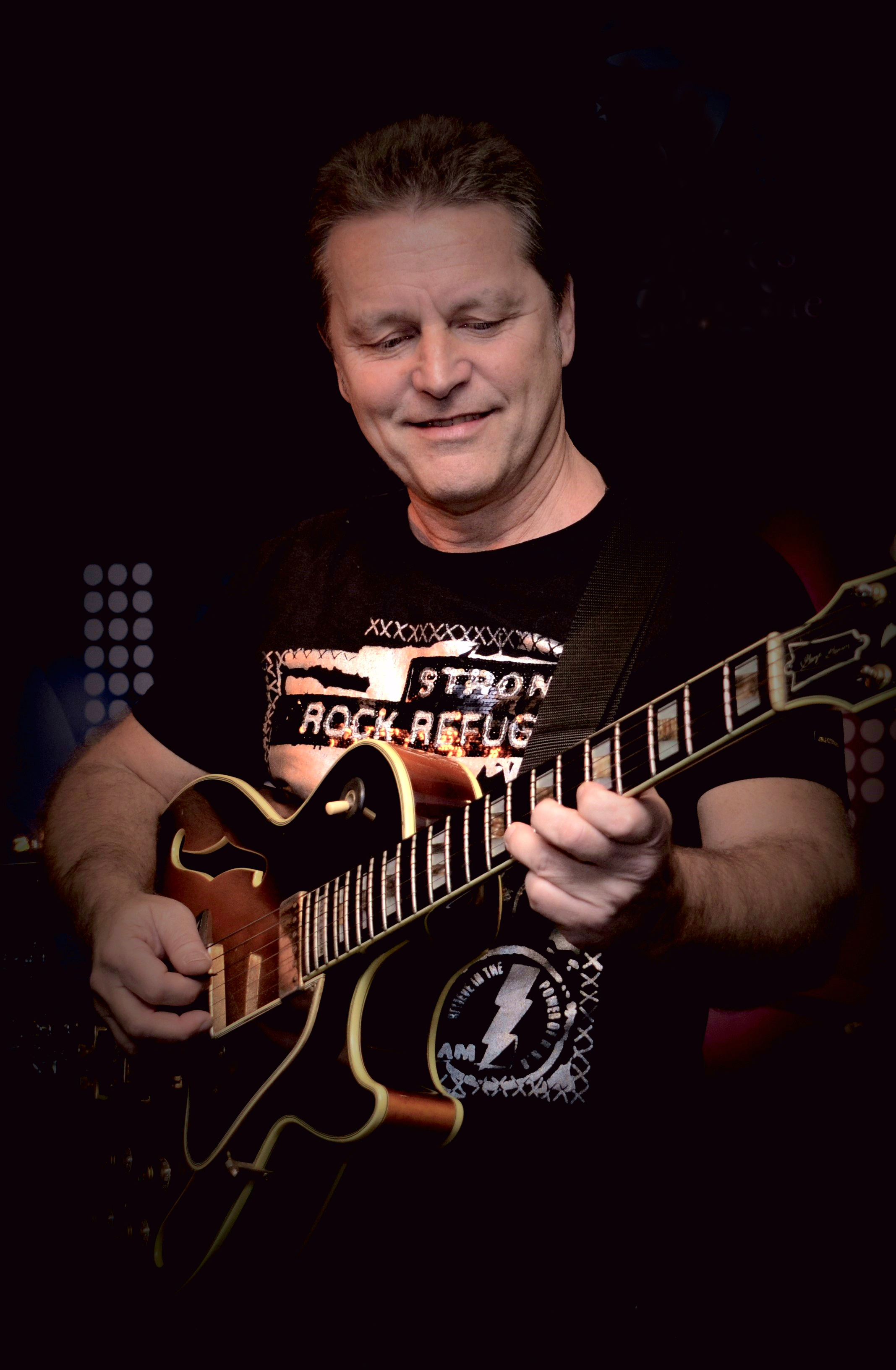
Gilles Renne

Gilles Renne (* 1954 in Arles) ist ein französischer Gitarrist und Bandleader des Modern Jazz.

## Leben und Wirken
Renne ist als Musiker Autodidakt und zunächst von Blues und Rockmusik beeinflusst. Er spielte in den 1970er Jahren in der korsischen Folkrockband Rialzu und nahm Unterricht am Guitar Institute of Technology in Los Angeles. Er ist mit Andy Emler, Rhoda Scott, Dominique di Piazza, Manu Dibango und Souad Massi aufgetreten und auf Alben von Emmanuel Bex (Enfance), Stefan Patry und Philippe Combelle zu hören.
Seit 1990 leitete er verschiedene Projekte gemeinsam mit Philippe Sellam, insbesondere das Sellam-Renne African Project, wo es zur Zusammenarbeit mit Aly Keïta, Linley Marthe und Sonny Troupé kam. Daneben war er auch in der Bigband Quoi De Neuf Docteur und im Mister Hyde Quartet aktiv. In der mit Philippe Sellam geleiteten Gruppe No-Spirit treten sie mit dem Organisten Fred Dupont und Schlagzeuger Christophe Bras auf. Weiterhin leitete er die Gruppe Jazzrunners.
Beim Wettbewerb von La Défense erhielt er eine Auszeichnung als bester Gitarrist.

## Diskographische Hinweise
- Sellam-Renne Quartet: Rendez-vous (1990)
- Sellam-Renne African Project: Afrique (1992)
- Sellam-Renne African Project: Embrasse moi (1995)
- Sellam-Renne African Project: Traditional Odyssey (1996)
- Sellam-Renne African Project: Sortilége (2006)
- Gilles Renne & Mister Hyde: Ultime Atome (2006)
- Sellam-Renne No Spirit: Give me 5 (2011)

## Schriften
- Improvisation guitare: Jazz & Fusion, technique, analyse 1988